# Station Krzyż
Station Krzyż (voor 1945: Kreuz (Ostbahn)) is een spoorwegstation in de Poolse plaats Krzyż Wielkopolski.
Het station is rond 1850 ontstaan bij het dorp Lukatz (Łokacz), destijds in Duitsland gelegen, bij de kruising van twee belangrijke spoorlijnen. De Oost-West verbinding van Berlijn naar Oost-Pruisen (Pruissische Oostbaan) en de spoorlijn vanuit de havenstad Stettin (Szczecin) naar Posen (Poznań). Later volgden nog twee andere lijnen, waardoor Kreuz een belangrijk overstapstation was geworden. Bij dit station ontstond een nederzetting en het trok diverse industriële activiteiten aan. Na de Tweede Wereldoorlog kwam het station in Polen te liggen en werd de naam veranderd in Krzyż